# نام یون سو
نام یون سو (کره‌ای: 남윤수؛ زادهٔ ۱۴ ژوئیه ۱۹۹۷) بازیگر و مدل اهل کره جنوبی است. او در مجموعه اصلی نتفلیکس، فوق برنامه، مرکز مراقبت  پس از تولد در شبکه تی‌وی‌ان، فراتر از شیطان شبکه جی‌تی‌بی‌سی و احساس پادشاه شبکه کی‌بی‌اس حضور پیدا کرده است. او همچنین در کنار سوزی در فیلم کوتاه با قدرت خودت زندگی کن حضور یافته است.

## فیلم‌شناسی

### فیلم
| سال  | عنوان                 | نقش    | توضیحات    | منابع       |
| ---- | --------------------- | ------ | ---------- | ----------- |
| ۲۰۲۰ | با قدرت خودت زندگی کن | ته مین | فیلم کوتاه | [ ۲ ] [ ۳ ] |
| ۲۰۲۳ | سول‌میت                | کی هون |            | [ ۴ ]       |

### مجموعه تلویزیونی
| سال  | عنوان                  | نقش          | منابع       |
| ---- | ---------------------- | ------------ | ----------- |
| ۲۰۱۸ | ۴ نوع خانه             | جون ها       | [ ۵ ]       |
| ۲۰۲۰ | مرکز مراقبت پس از تولد | ها گیونگ هون | [ ۶ ]       |
| ۲۰۲۰ | فوق برنامه             | کواک کی ته   | [ ۷ ]       |
| ۲۰۲۱ | فراتر از شیطان         | اوه جی هون   | [ ۸ ] [ ۹ ] |
| ۲۰۲۱ | احساس پادشاه           | لی هیون      | [ ۱۰ ]      |
| ۲۰۲۲ | وب‌تون امروز            | گو جون یونگ  | [ ۱۱ ]      |
| ۲۰۲۴ | سگ همه چیزو می‌دونه     | هیون تا      | [ ۱۲ ]      |
| ۲۰۲۴ | عشق در شهر بزرگ        | گو یونگ      | [ ۱۳ ]      |

### برنامه تلویزیونی
| سال        | عنوان       | نقش    | توضیحات                 | منابع  |
| ---------- | ----------- | ------ | ----------------------- | ------ |
| ۲۰۲۱–اکنون | ام کانت‌داون | میزبان | همراه می‌یون از (جی)آیدل | [ ۱۴ ] |